# Tantalita
La tantalita es un grupo de minerales de la clase minerales óxidos según la clasificación de Strunz, y dentro de ésta pertenecen al llamado «grupo de la columbita».

## Especies minerales
El grupo está compuesto por los siguientes minerales aceptados por la IMA, asociación que estableció en 2008 que debe evitarse usar los tres nombres antiguos:
- Tantalita-(Fe), antes llamada ferrotantalita, de fórmula Fe2+Ta2O6
- Tantalita-(Mg), antes llamada magnesiotantalita, de fórmula MgTa2O6
- Tantalita-(Mn), antes llamada manganotantalita, de fórmula Mn2+Ta2O6
- Serie de solución sólida tantalita-(Fe)-tantalita-(Mn), en la que la sustitución gradual del hierro por manganeso va dando los distintos minerales de la serie.[2]

## Datos físicos y químicos
Es un mineral negro o pardo y bastante pesado parecido a la columbita, que se diferencia de la tantalita en que una parte del tantalio en su estructura es sustituida por niobio. Contiene el metal tántalo. En muchas guías de minerales se encuentra como columbita-tantalita aunque la tantalita tiene un peso específico muy superior a la columbita (8.0 g/ml frente a 5.2 g/ml).
Color: pardo-negro, opaco. La tantalita rica en manganeso suele ser más pardo y puede ser traslúcido.
Forma cristalina: rombica 2/m 2/m 2/m.

## Yacimientos
Canadá, Madagascar, Europa del Norte, Maine (Estados Unidos), California (Estados Unidos) y Virginia (Estados Unidos). Se encuentra raras veces en vetas de cuarzo en zonas graníticas. En depósitos secundarios se encuentra en algunas arenas fluviales que se han formado de la erosión de estos sistemas graníticos. A veces se encuentra también en pegmatitas.
Venezuela en la región fronteriza con Brasil y Colombia.
En España durante los años 1970/80 se estuvo explotando industrialmente la mina de Penouta en el municipio de Viana do Bolo (Ourense, Galicia). El producto principal era la casiterita (estaño) y como segundo producto la tantalita. Debido a la baja cotización que alcanzaron los minerales, entre otras causas,  a mediados de los 80 la mina cerró. A partir de 2015 la alta cotización de la tantalita permitió que se reabriera para explotar las antiguas balsas de decantación.

## Importancia económica
La tantalita es un mineral para la obtención de tantalio. Se trata de un recurso estratégico, imprescindible en la fabricación de componentes electrónicos avanzados. El tantalio obtenido a partir del coltan se usa principalmente en la elaboración de componentes electrónicos conocidos como condensador electrolítico de tantalio, un tipo bastante común de condensador presente en gran cantidad de dispositivos electrónicos, como en teléfonos móviles, ordenadores o proyectos de alta tecnología.

## Minerales asociados
- Albita.
- Espodumena.
- Casiterita.
- Lepidolita.
- Apatita.
- Berilo.
- Microlita.
- Turmalina.
- Ambligonita.